# Карпенко Анатолій Леонідович
Карпе́нко Анато́лій Леоні́дович (нар. 8 листопада 1948 — 22 січня 2017) — ветеран воєнної розвідки, капітан 1-го рангу, перший командир 7-ї окремої бригади спеціальних операцій Військово-морських сил України. Після звільнення в запас, у 2002–2006 роках, — мер міста Очакова Миколаївської області.

## Біографія
Анатолій Карпенко народився 8 листопада 1948 року в Ленінграді, РРФСР. Після школи поступив до Ленінградського вищого військово-морського училища підводного плавання імені Ленінського Комсомолу, яке закінчив у 1972 році. Віддав флоту 31 рік служби, з них 25 років морському спецназу, пройшовши шлях від командира розвідувальної групи до командира бригади.

### У Військово-морському флоті СРСР

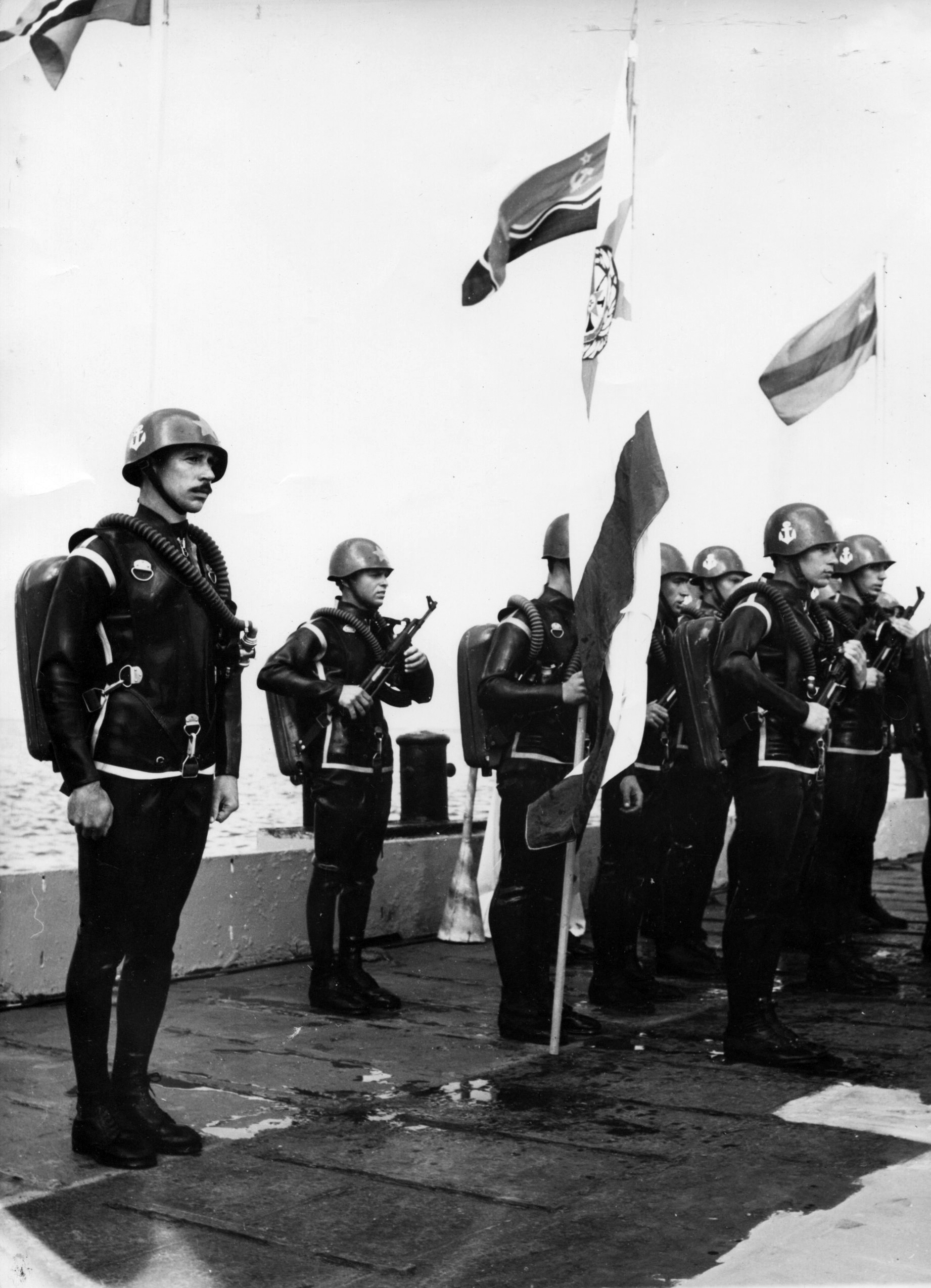
Водолази-розвідники 17-ї окремої бригади СпП Чорноморського флоту. Крайній ліворуч Анатолій Карпенко. 1970-ті

Після закінчення училища служив на підводному човні Б-70 Північного флоту. З лютого 1973-го — в 17-й окремій бригаді спеціального призначення Чорноморського флоту. Молодий офіцер-розвідник разом зі своїм підрозділом брав участь у широкомасштабних навчаннях ВМФ СРСР «Захід-73», «Крим-76», «Берег-77». У 1976 році за успішне виконання завдань в ході навчань «Крим-76» командиру розвідувально-диверсійної групи старшому лейтенанту Карпенку було достроково присвоєне військове звання капітан-лейтенант, він був призначений командиром першого загону.
В цей період розвідники 17-ї бригади спецназу залучались до виконання важливих військових і державних завдань. У квітні 1974 року особовим складом бригади вперше було здійснено десантування у водолазному спорядженні з літака Ан-12, а в 1975-му — перший вихід з підводного човна на носії «Сирена-У» через торпедний апарат на ходу. У 1975 році бійці бригади виконували спеціальні завдання на Кубі і в Арабській республіці Єгипет. А в 1978-му група водолазів-розвідників спільно з групою спецпідрозділу КДБ «Альфа» забезпечувала безпеку радянської делегації на XI-му Всесвітньому фестивалі молоді та студентів в Гавані (Куба).

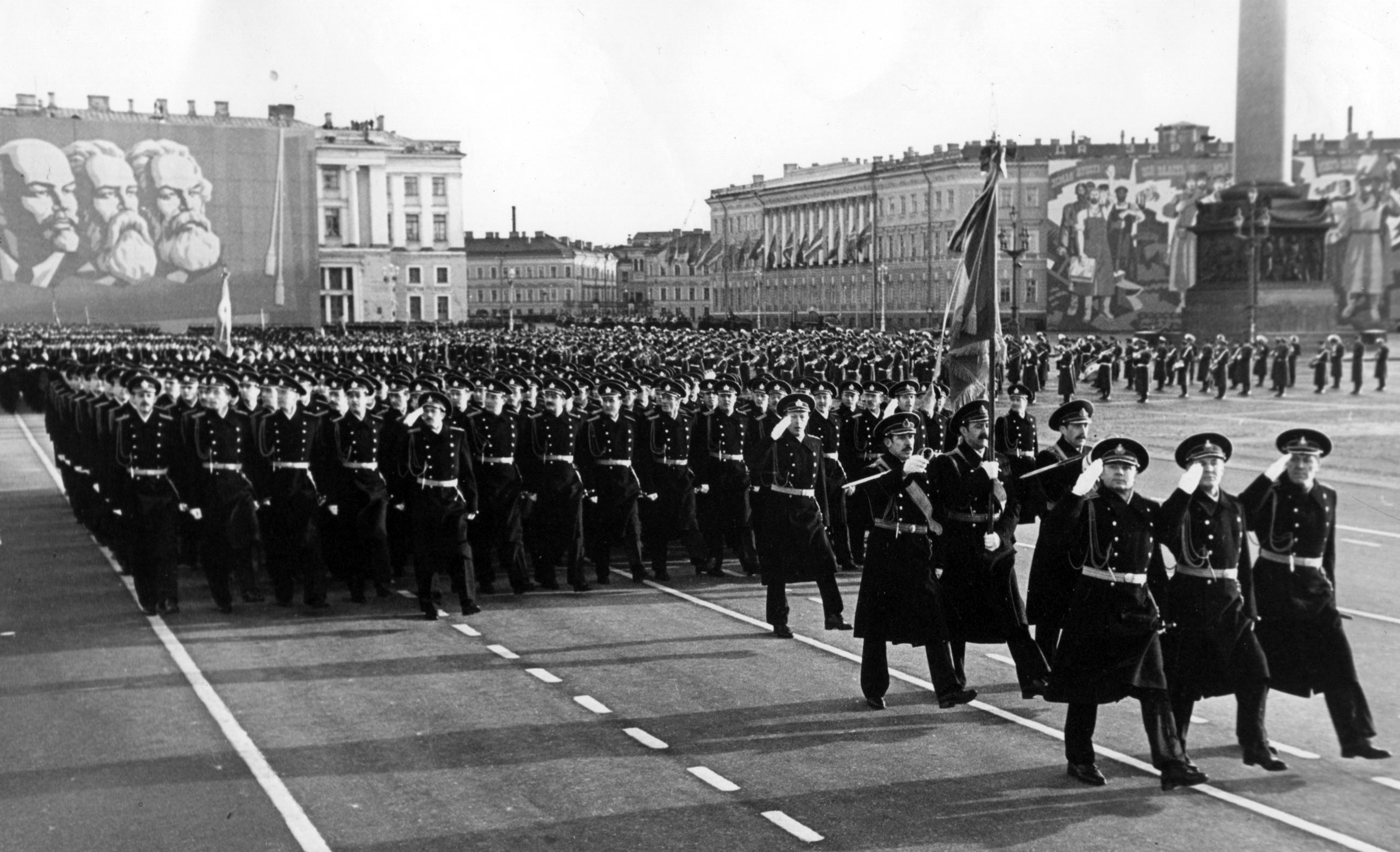
Прапороносець. У парадному строю Військово-морської академії

У 1982–1984 роках Анатолій Карпенко навчався у Військово-морській академії імені Маршала Радянського Союзу А. А. Гречка, після закінчення якої проходив службу в розвідувальному управлінні штабу Чорноморського флоту.
З 1987 року — командир 17-ї окремої бригади спеціального призначення Чорноморського флоту (1 січня 1990 року була переформована у 1464-й окремий морський розвідувальний пункт СпП). Наприкінці 1980-х, під час командування бригадою Карпенком, вона вважалася одним з найкращих з'єднань розвідки ВМФ, підготовка якого помітно виділялася на фоні інших частин спеціального призначення. На «Майському» відпрацьовувалися нові способи доставки водолазів-розвідників в тил противника, випробувалися нові підводні носії водолазів, засоби повітряного десантування на воду. Крім виконання заходів бойової підготовки на базі бригади здійснювалася підготовка водолазів для групи спеціального призначення КДБ «Вимпел», низки інших підрозділів і структур спецслужб СРСР.
Серпневий путч 1991 року був сприйнятий на розвідпункті однозначно як антидержавний. Штабом був розроблений план евакуації сім'ї президента СРСР Михайла Горбачова з дачі «Зоря» у Форосі на острів Первомайський, де дислокувалася бригада. Але командування флотом наказ на операцію не віддало і план залишився нереалізованим.

### У Збройних силах незалежної України
5 квітня 1992 року під керівництвом Президента України Леоніда Кравчука відбулося засідання Ради національної безпеки України. За його результатами був підписаний Указ Президента України «Про невідкладні заходи щодо будівництва Збройних Сил України», другим пунктом якого значилося: «Сформувати Військово-Морські Сили України на базі сил Чорноморського флоту, дислокованих на території України…». А вже 9 квітня понад дві третини офіцерського складу і сто відсотків решти військовослужбовців 1464-го розвідувального пункту склали на чолі з командиром присягу на вірність народові України. Анатолій Леонідович згадує про це:
|  | Восьмого квітня мене викликали на прямий зв'язок з Києвом і сказали, що необхідно сьогодні прийняти присягу. Я відповів: «Для прийняття остаточного рішення мені потрібна одна година». Построївши всю бригаду на плацу, задав питання: «Приймаємо присягу?», На що отримав одностайну відповідь «Так». Після скомандував: «Тим, хто не бажає приймати присягу — вийти зі строю на три кроки». Вийшли 18 офіцерів і мічманів, які ще сім місяців тому подали рапорти на звільнення і перехід на роботу в службу безпеки Чорноморського морського пароплавства. Після цього було оголошено, що присяга відбудеться 9 квітня, о 9.00 на плацу, форма одягу — парадна… 9 квітня 1992 року вся бригада прийняла присягу. |

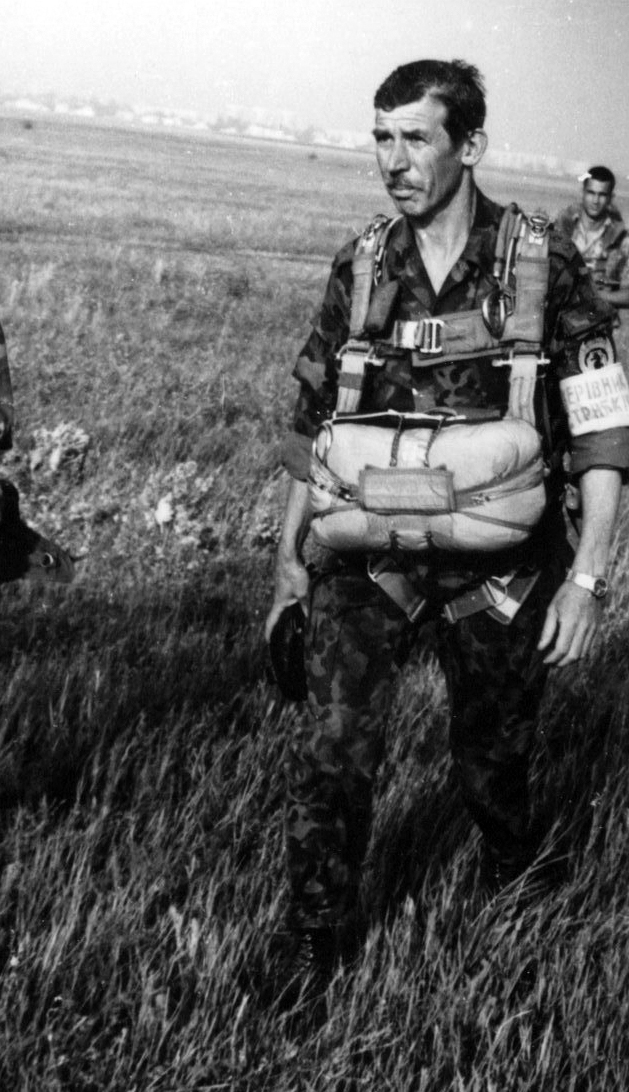
Стрибки. Командир бригади — керівник занять. Початок 1990-х

Велику роботу з підготовки до цього урочистого і відповідального заходу провів особисто командир частини капітан 1 рангу Карпенко: організація приведення до української присяги унікальної елітної частини флоту вимагала суворої секретності, узгодження з найвищими посадовими особами України і тісної координації дій з структурами національної безпеки держави. Анатолій Карпенко не тільки привів до української присяги «морських котиків», а і сприяв переходу під український прапор інших частин очаківського гарнізону; запобіг діям командування ЧФ з несанкціонованого вивозу техніки Очаківського дивізіону консервації кораблів охорони водного району в Кримську ВМБ тощо.
Невдовзі після переходу під юрисдикцію Управління розвідки Головного штабу Збройних сил України частині було повернуто статус бригади — вона стала 7-ю окремою бригадою спеціальних операцій Військово-Морських Сил України.

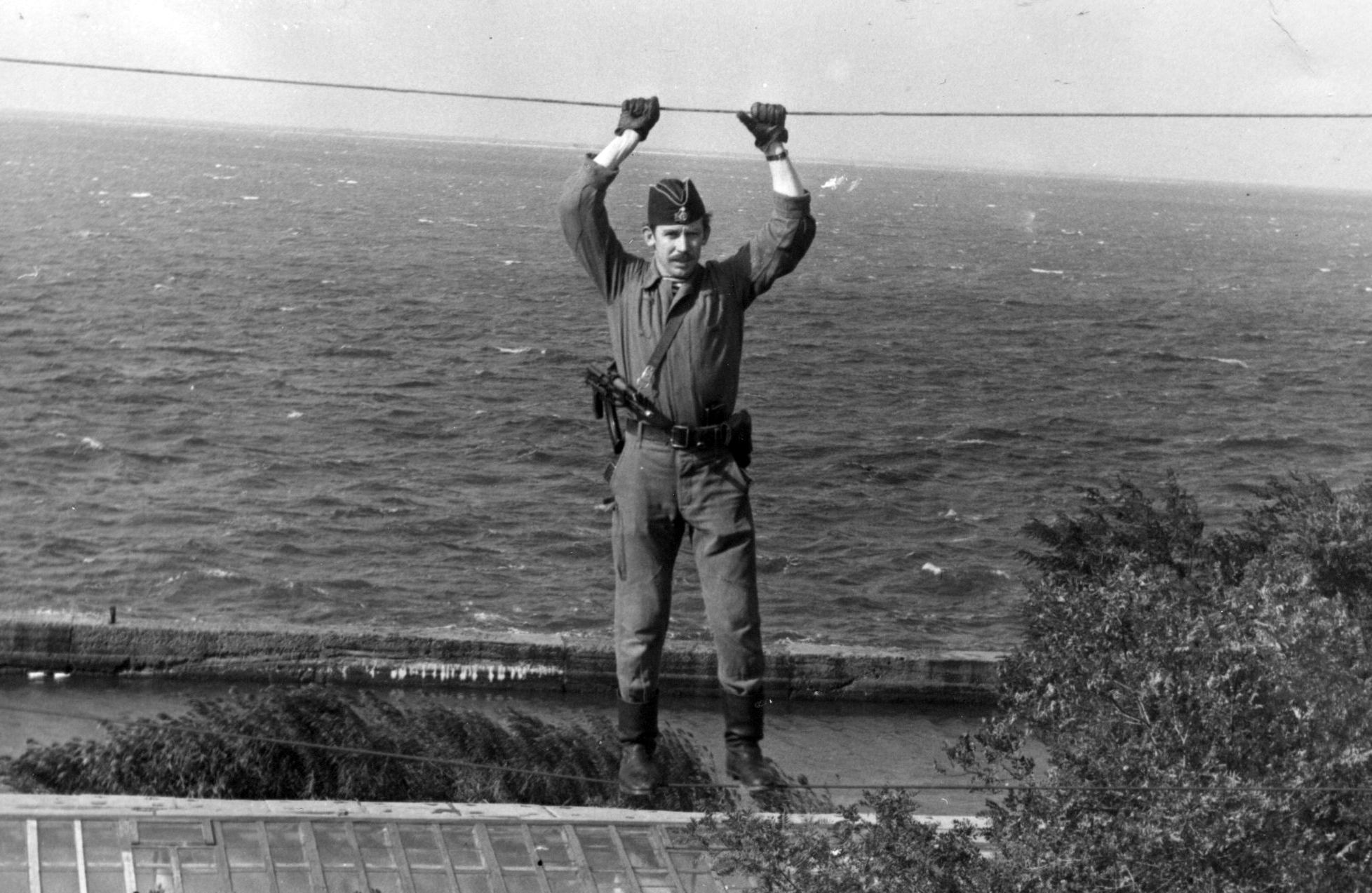
На смузі перешкод. Острів Первомайський

Широкого розголосу отримала байка про начебто спробу «карпенківських головорізів» захопити в червні 1995 року штаб Чорноморського флоту і низку об'єктів ЧФ в Севастополі. Джерелом цих чуток стала одна з новел «Протистояння» редактора відділу спецоперацій російського ілюстрованого журналу «Солдат удачи» Сергія Козлова. Реального підґрунтя дана історія не має, хоча Карпенко зі своїми спецназівцями в Севастополі дійсно були. Тільки не у 1995, а у 1992 році: тоді командування Чорноморським флотом, намагаючись протидіяти переходу частин Севастопольського гарнізону під юрисдикцію України, було готове до радикальних заходів, аж до виведення бронетехніки 810-ї бригади морської піхоти на вулиці міста. В умовах, що склалися, керівництво Збройних сил України ухвалило рішення направити до Севастополя підрозділи 7-ї бригади як «стримуючу противагу» задля зняття пресингу ЧФ на органи ВМС України, що тільки-но формувались. У район Севастополя були направлені артилерійський катер, водолазний бот і підрозділ розвідників-водолазів. Після прибуття в Севастополь вони розмістились у Козачій бухті поряд з розташуванням бригади морської піхоти і організували демонстративні водолазні спуски на підводних носіях на очах у всього міста. Після цього капітан 1 рангу Карпенко зустрівся з командиром 810-ї бригади і в ході особистої бесіди вони вирішили уникнути протистояння за будь-яку ціну. Карпенка запросив на зустріч у штаб флоту і командувач ЧФ адмірал Касатонов. Комбриг згадує:
|  | Через день мене запросив у штаб командувач ЧФ адмірал Касатонов. Доповівши начальнику Генерального штабу ЗСУ про майбутню аудієнцію, отримав рекомендацію, що можлива провокація і краще не зустрічатися. Але все-таки вирішив їхати. Розташування кімнат і комунікацій штабу знав напам'ять — чотири роки служби пройшли тут. Про всяк випадок розмістив поблизу штабу дві бойові групи. У призначений час на КПП штабу мене зустрів начальник розвідки ЧФ контр-адмірал Соловйов і провів у кабінет командувача. Адмірал Касатонов почав зі слів: «Товариш Карпенко, Ви завдали удару Чорноморському флоту і мені особисто в спину». Я відповів: «Що поробиш, товариш адмірал, спецназ завжди завдає удар тільки в спину». Адмірал: «Ось бачите, Ви навіть у моєму кабінеті говорите більше, ніж я». «Вибачте, товариш адмірал, цього більше не повториться». Адмірал «Ну що з Вами говорити, йдіть». Через п'ять хвилин я був уже за межами штабу і дав групам відбій. |

Через два дні, коли командувач і начальник розвідки ЧФ пересвідчилися у готовності спецназу захистити штаб українського флоту, розвідники, виконавши завдання, повернулися у пункт постійної дислокації Очаків.
Історія з'єднання в період командування ним Анатолія Карпенка має досить й інших прикладів успішного застосування сил спеціальних операцій. У серпні — вересні 1992 року РГ СпП бригади разом з групою спецпідрозділу СБУ «Альфа» здійснювала забезпечення доставки з Канади в Україну «гривневого» вантажу на суховантажі «Петр Алейніков» (операція «Щит України»). Очаківські водолази відзначилися під час ліквідації великої аварії водостоку у Харкові, при численних підводних розмінуваннях — знищували торпеди під Одесою, авіабомби в районі херсонського елеватора, міни часів Першої світової війни в гирлі Дунаю під Ізмаїлом…
У 1997 році, не погоджуючись з курсом нового командування українським флотом, командир 7-ї бригади спеціальних операцій капітан 1 рангу Карпенко Анатолій Леонідович подав у відставку:
|  | Я дійшов висновку, що засилля пристосуванців, які ставлять особисті інтереси вище службових, росте в нашій країні з геометричною прогресією. Боротися з ними методами переконання і закликами до совісті марно, а підлаштовуватися не дозволяє честь! |

### Громадсько-політична діяльність
Після звільнення з військової служби Анатолій Леонідович Карпенко не порвав зв'язків зі своїм дітищем. Ділився досвідом, надавав методичну і організаційну допомогу новому командуванню бригади, звертався до державного і військового керівництва з пропозиціями щодо створення на основі існуючих в Україні спецпідрозділів об'єднаного антитерористичного підрозділу сил спеціальних операцій.
З 2002 до 2006 року — міський голова Очакова. Турботами Карпенка на посаді мера були: пошук коштів для міського бюджету, залучення інвестицій, розвиток курортної інфраструктури, побудова котельні, тепло- і водопостачання у місті, налагодження зручних телекомунікацій і зв'язку. Не забував мер і про культурний розвиток історичного міста півдня України — сприяв організації в Очакові арт-пленерів, конкурсів, мистецьких виставок. Коли у 2004 році 7-а бригада була передислокована з Первомайського острова на територію одного з військових містечок Очаківського гарнізону, екс-комбриг виступив проти тіньової «приватизації» історичного острова комерційними структурами.
Мешкав у Очакові. Активно займався громадсько-патріотичною діяльністю. Був членом громадського об'єднання «Спілка ветеранів воєнної розвідки України».

## Цитати
- «Спецназ — як коханка: до неї біжать тоді, коли прісне життя набридає» (Карпенко про службу у військах спеціального призначення)[20]
- «Спецназ завжди завдає удар тільки в спину» (Карпенко у відповідь на звинувачення Касатоновим у «зраді Чорноморському флоту»)[1]